# Почётное оружие с золотым изображением Государственного герба СССР

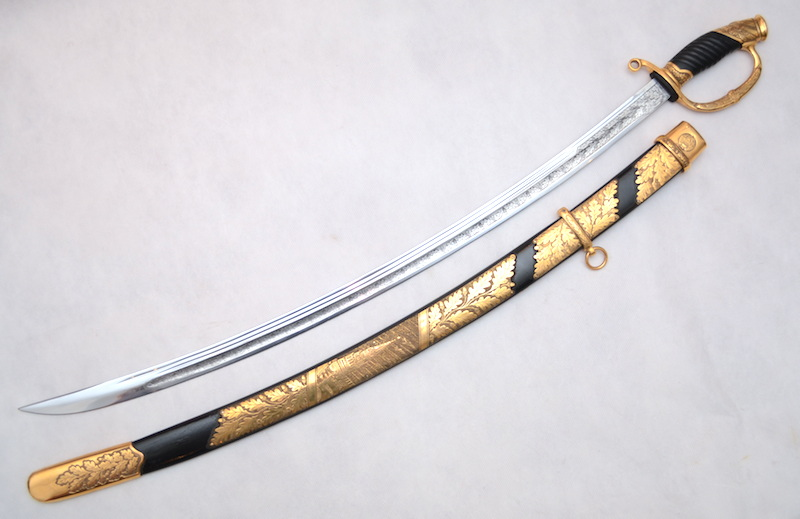
Опытный вариант почетного оружия к 50-летию Вооружённых Сил СССР.

Почётное оружие с золотым изображением Государственного герба СССР — особая награда, учреждённая Президиумом Верховного Совета СССР в 1968 году в связи с празднованием 50-летия Вооружённых Сил СССР для награждения лиц высшего офицерского состава.

## Описание
Почётное оружие с золотым изображением Государственного герба Союза ССР представляет собой шашку с хромированным четырехдольным клинком, с обеих сторон украшенным позолоченным орнаментом из дубовых листьев.
Эфес и ножны украшены золочёными дубовыми листьями. На навершие (головке эфеса) наложена пятиконечная звезда, сбоку звезда с серпом и молотом. Верхняя накладка ножен украшена рельефным изображением советского герба.
На длинных накладках, расположенных с обеих сторон ножен, нанесены рельефные надписи: с одной стороны — «За заслуги перед Вооруженными Силами СССР от Президиума Верховного Совета СССР», с другой — гравировались воинское звание и фамилия награждённого. На накладки нанесены также рельефные изображения Государственного флага СССР и Спасской башни Московского Кремля.

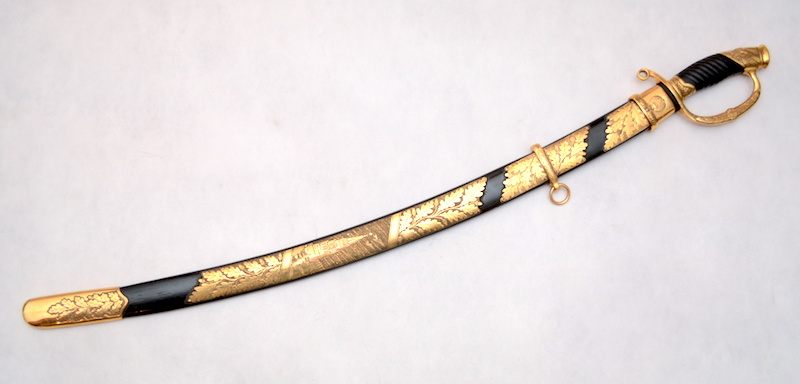
Опытный вариант почётного оружия к 50-летию Вооружённых Сил Союза ССР.
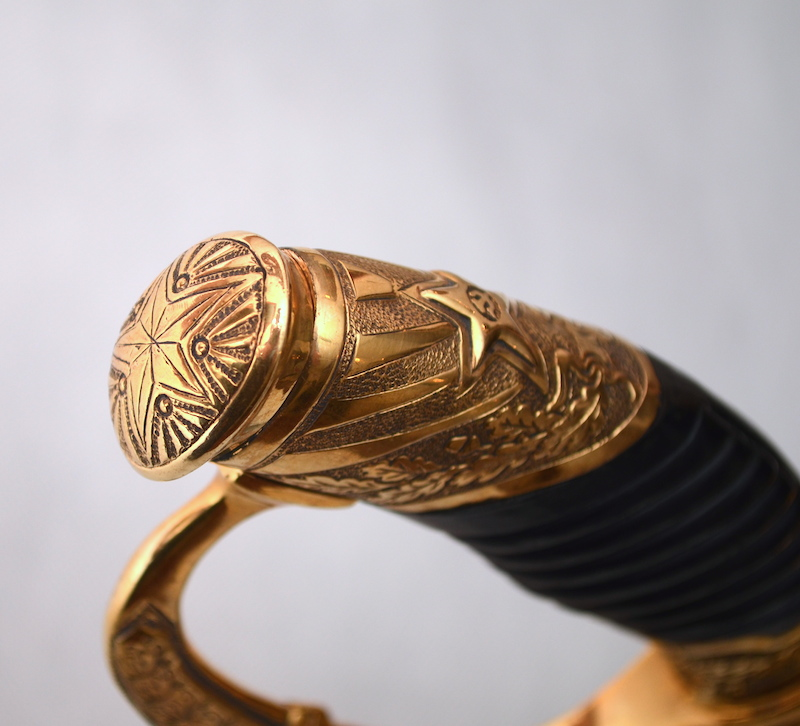
Навершие рукояти шашки, почётного оружия, с золотым изображением Государственного герба Союза ССР.
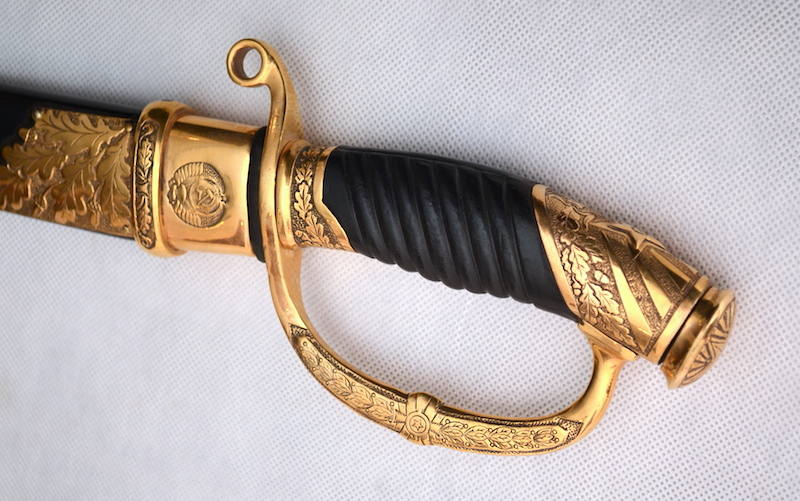
Опытный вариант почётного оружия к 50-летию Вооружённых Сил СССР.

## Список награждённых (дата)
1. Маршал Советского Союза Баграмян Иван Христофорович (22.02.1968)
2. Маршал Советского Союза Будённый Семён Михайлович (22.02.1968)
3. Маршал Советского Союза Василевский Александр Михайлович (22.02.1968)
4. Маршал Советского Союза Ворошилов Климент Ефремович (22.02.1968)
5. Маршал Советского Союза Голиков Филипп Иванович (22.02.1968)
6. Маршал Советского Союза Гречко Андрей Антонович (22.02.1968)
7. Маршал Советского Союза Ерёменко Андрей Иванович (22.02.1968)
8. Маршал Советского Союза Жуков Георгий Константинович (22.02.1968)
9. Маршал Советского Союза Захаров Матвей Васильевич (22.02.1968)
10. Маршал Советского Союза Конев Иван Степанович (22.02.1968)
11. Маршал Советского Союза Крылов Николай Иванович (22.02.1968)
12. Маршал Советского Союза Мерецков Кирилл Афанасьевич (22.02.1968)
13. Маршал Советского Союза Москаленко Кирилл Семёнович (22.02.1968)
14. Маршал Советского Союза Рокоссовский Константин Константинович (22.02.1968)
15. Маршал Советского Союза Соколовский Василий Данилович (22.02.1968)
16. Маршал Советского Союза Тимошенко Семён Константинович (22.02.1968)
17. Маршал Советского Союза Чуйков Василий Иванович (22.02.1968)
18. Маршал Советского Союза Якубовский Иван Игнатьевич (22.02.1968)
19. Адмирал Флота Советского Союза Горшков Сергей Георгиевич (22.02.1968)
20. генерал армии Батов Павел Иванович (22.02.1968)
21. генерал армии Гетман Андрей Лаврентьевич (22.02.1968)
22. генерал армии Горбатов Александр Васильевич (22.02.1968)
23. генерал армии Лелюшенко Дмитрий Данилович (22.02.1968)
24. генерал армии Тюленев Иван Владимирович (22.02.1968)
25. Лидер Кубы Фидель Кастро   (04.07.1972)
26. Маршал Советского Союза Брежнев Леонид Ильич (18.12.1976)